# Krakatau

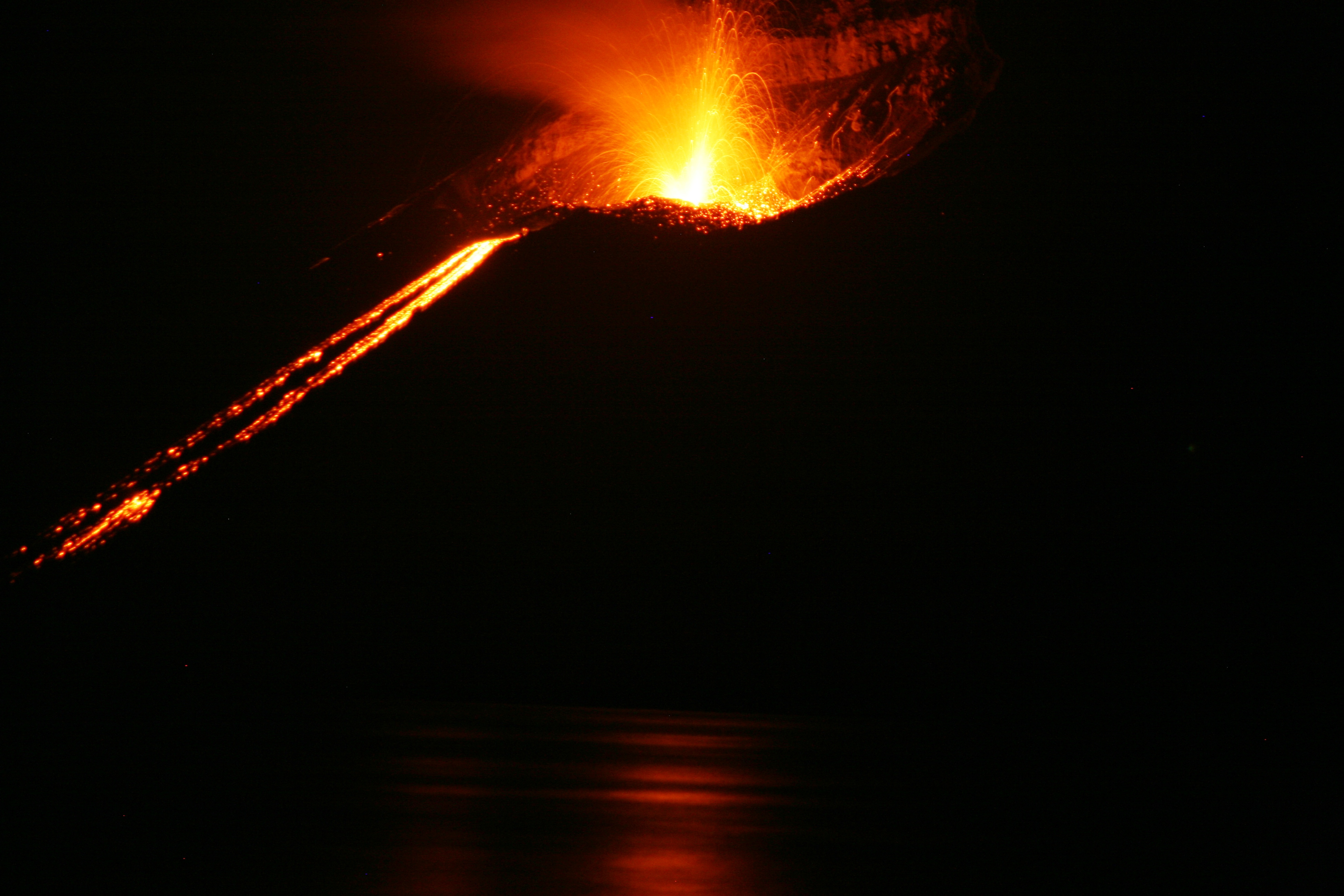
Krakatoa 2008

Krakatau hay Krakatoa, là một đảo núi lửa thuộc vành đai lửa Thái Bình Dương. Nó đã hình thành nên một hệ thống quần đảo gồm bốn đảo chính trong eo biển Sunda của Indonesia, giữa đảo Sumatra và đảo Java. Cấu trúc địa lý của đảo đã thay đổi ít nhất hai lần, sau hai vụ phun trào núi lửa vào các năm 416 (hoặc 535) và vào năm 1883. Mặc dù vậy, quần đảo vẫn đón nhận một hệ sinh thái đa dạng, với hàng trăm loài động, thực vật khác nhau, phần lớn là nhờ khí hậu nhiệt đới. Quần đảo thuộc vườn quốc gia Ujung Kulon, được xem là di sản văn hóa thế giới do UNESCO xếp hạng.

## Vụ nổ lớn
Hơn hết, Krakatau được biết đến phần nhiều là nhờ vụ phun trào, chính xác hơn là "vụ nổ" vào ngày 27 tháng 8 năm 1883, một trong số những ngày tồi tệ nhất của lịch sử nhân loại, đã cướp đi sinh mạng của ít nhất 36.417 người, phá hủy toàn bộ 165 ngôi làng và thành phố gần đó và làm 132 ngôi làng bị tàn phá nghiêm trọng. Dư chấn của vụ nổ cũng đã tạo nên một cơn sóng thần cao tới 30 m đổ về 2 hòn đảo Java và Sumatra, tiếp tục làm cho hàng nghìn người thiệt mạng. Âm thanh của vụ nổ đạt tới 180 dB ở khoảng cách 160 km. Bất cứ ai ở trong khoảng cách 20 km chắc hẳn đã chịu đựng âm thanh 200 dB. Những chấn động của nó có thể nhận thấy được từ thành phố Perth, Australia cách xa đó gần 3.110 km và đảo Rodriges gần đảo Maurice cách xa đó gần 5.000 km, thậm chí làm tất cả phong vũ biểu ở Luân Đôn giật cao lên gấp 7 lần và cả thế giới rung chuyển đến vài phút.
Với chỉ số phun trào núi lửa ở mức độ 6, tương đương với 200 megaton thuốc nổ TNT hay gấp 13.000 lần sức công phá của quả bom nguyên tử Little Boy (13 đến 16 kiloton) đã được thả xuống Hiroshima tháng 8 năm 1945, vụ phun trào đã làm bắn ra 25 km³ đá, tro và đá bọt.
Thảm họa này đã khơi nguồn cho vô số các tác phẩm văn học, phim ảnh, truyền hình và cả âm nhạc thời kì này.

## Hình thành đảo mới
Vào thế kỉ 20, phún thạch của núi lửa đã cho ra đời một hòn đảo mới, Anak Krakatau hay "Đứa con của Krakatau" có bán kính gần 2 km và cao hơn 200 m so với mực nước biển. Trong khi đó, đảo Krakatau "cha" có bán kính 9 km và cao hơn đến 2.000 m so với mực nước biển. "Đứa con của Krakatau" là miền đất hứa của nhiều nhà khoa học. Vị trí của ngọn núi lửa luôn hoạt động nhưng nguy cơ xảy ra một vụ phun trào mới có quy mô rộng lớn dường như đã được hạn chế.

## Hoạt động núi lửa sau này

### Anak Krakatau

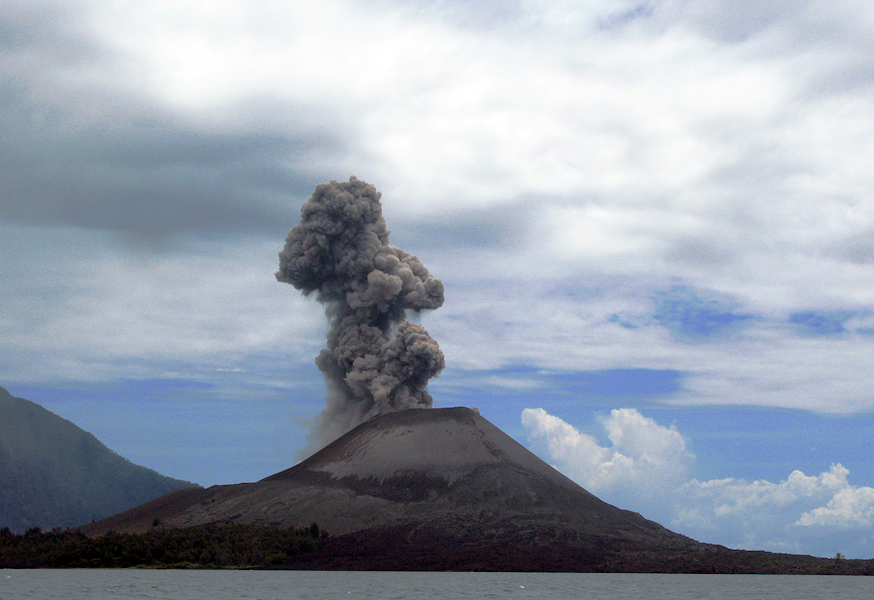
Hoạt động núi lửa ở Anak Krakatau, 2008
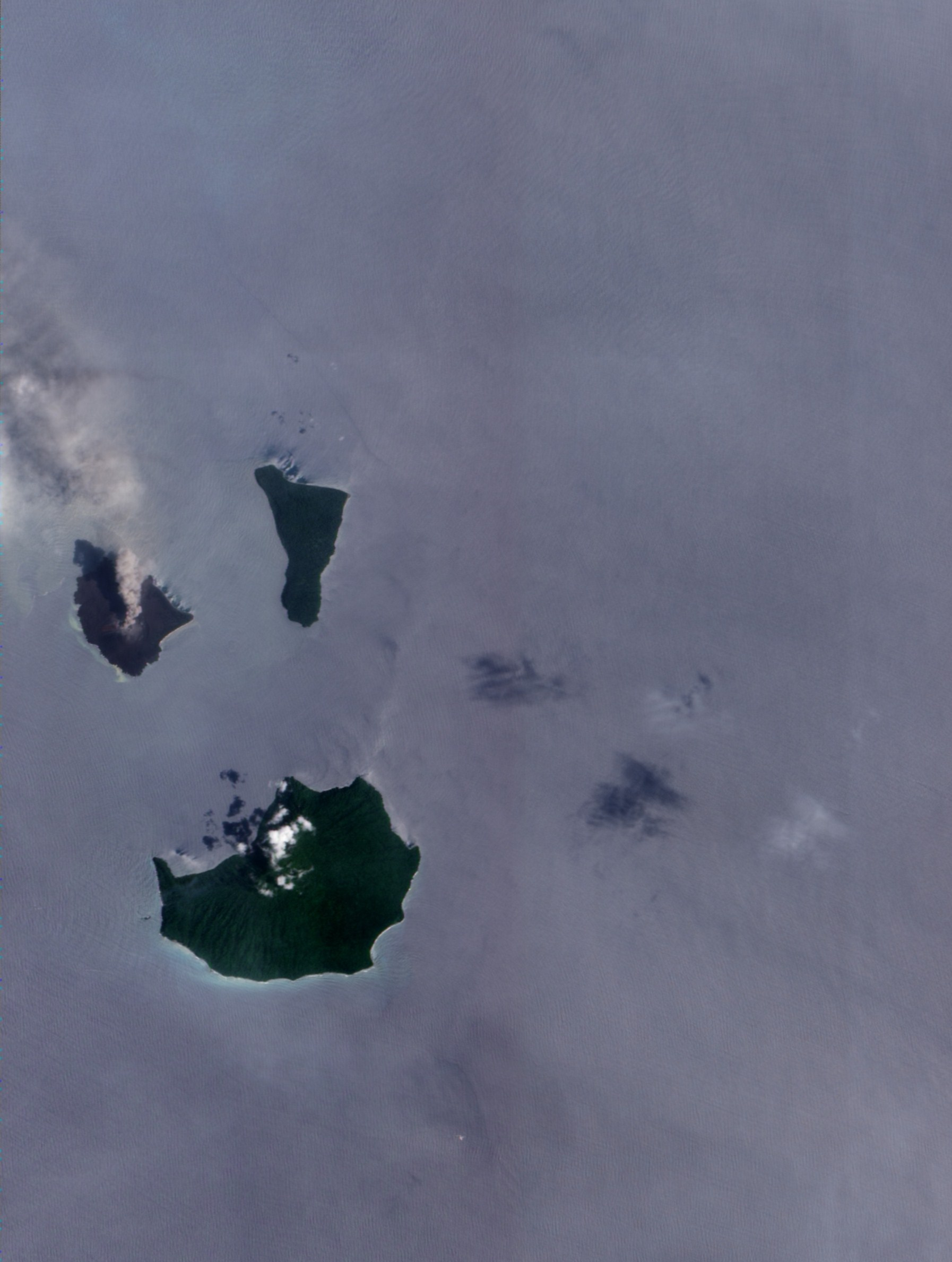
2010: The thick brown plume of ash, steam and volcanic gas rising from Anak Krakatau in this true-colour satellite image is a common sight at the volcano
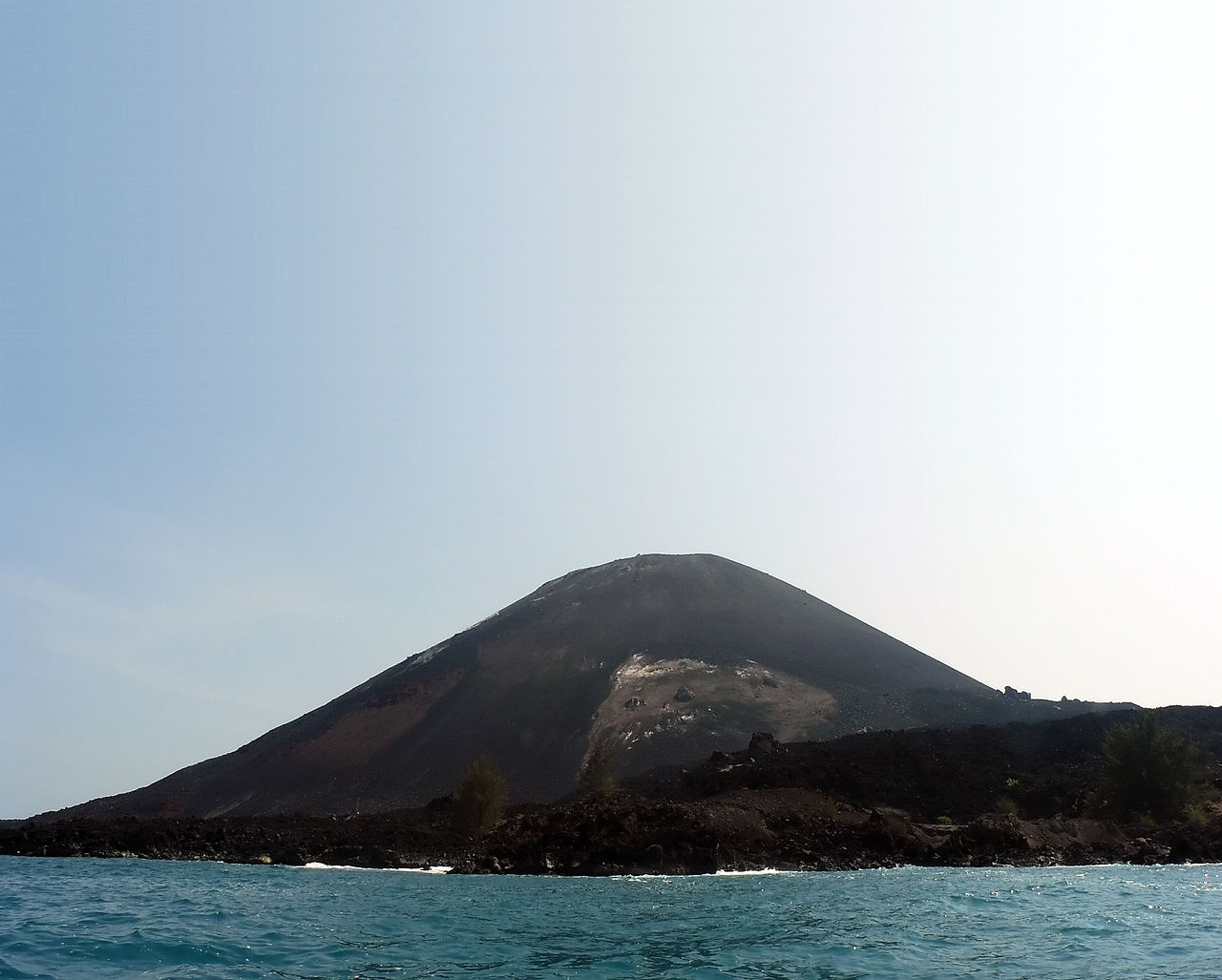
Anak Krakatau vào năm 2007

### Hoạt động hiện tại

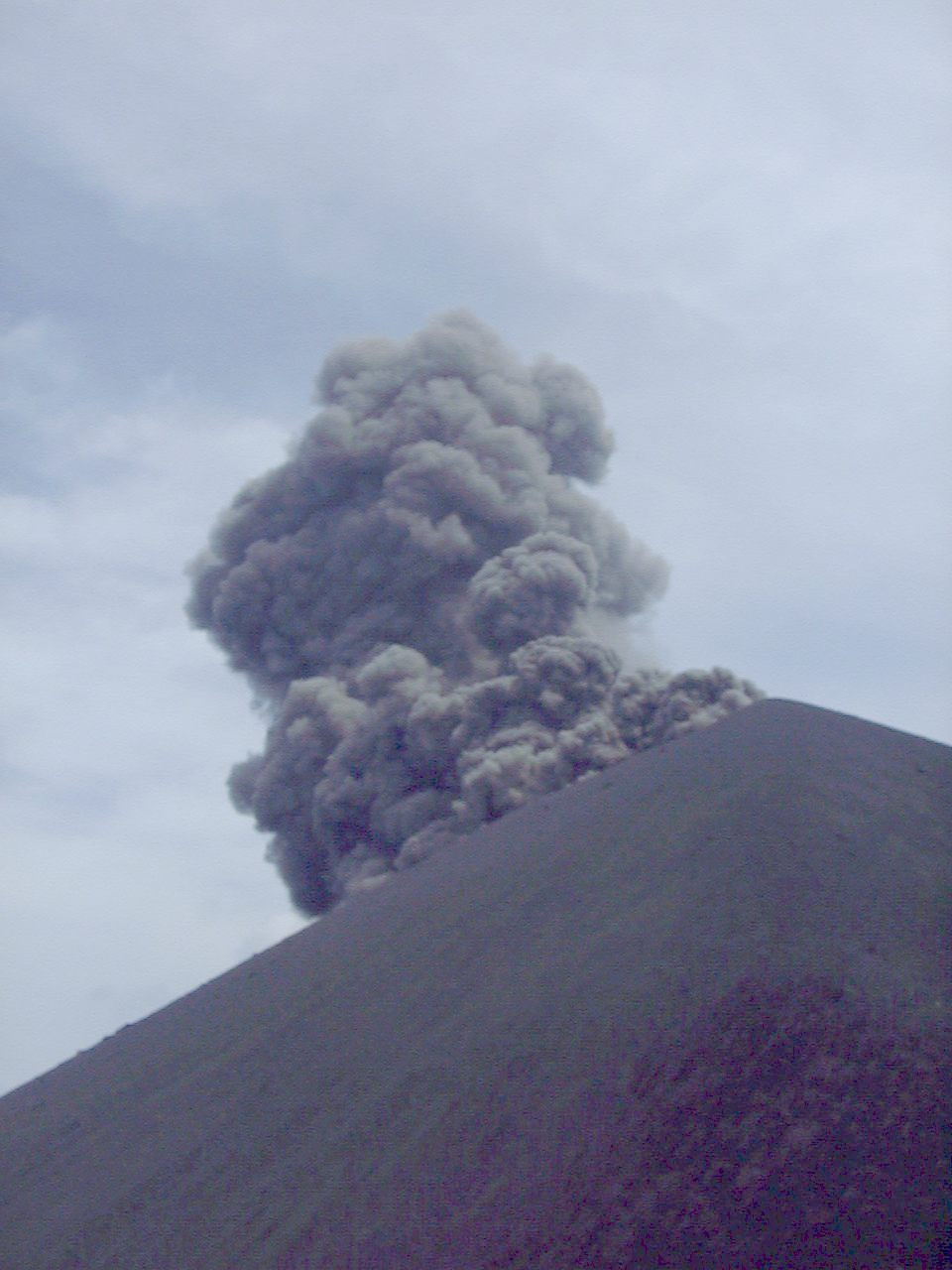
Một vụ phun trào vào mùa hè năm 1999